# L'Arrestation du Christ (Goya)
Pour les articles homonymes, voir L'Arrestation du Christ.
Ne doit pas être confondu avec L'Arrestation du Christ (Le Caravage).
L'Arrestation du Christ (en espagnol : El Prendimiento de Cristo) est une peinture réalisée par Francisco de Goya en 1798. Il s'agit d'un travail préparatoire pour une œuvre qui se trouve à la cathédrale de Tolède et qui est lui-même conservé dans le Musée du Prado. 

## Description et analyse
Le thème central du tableau est l'arrestation de Jésus par des soldats romains menés par Judas Iscariote. Peu après, il est amené devant le Sanhédrin, présidé par Caïphe, pour être condamné. Ce thème est fréquent dans l'iconographie chrétienne. Il a été traité notamment par Le Caravage en 1602. C'est cependant l'un des rares exemples de peinture religieuse de Goya, l'artiste considérant la religion comme l'un des grands maux de son époque. En témoignent certaines gravures de Los caprichos, Les Désastres de la guerre et les Peintures noires.
Le Christ est porté impuissant, secoué par les soldats et la foule rassemblée autour du Nazaréen. L'agitation et la violence sont les principales caractéristiques de l'esquisse et du tableau final. Ici, le peintre montre une technique plus libre, utilisant des coups de pinceau plus longs et plus spontanés pour mieux s'exprimer.
Quoi qu'il en soit, cette œuvre montre que Goya s'est progressivement éloigné de l'approche néoclassique dans laquelle il a été éduqué, pour se rapprocher à pas de géant du romantisme. La technique magistrale de la peinture et la fraîcheur de l'esquisse ne se perdent pas dans la toile finale, dont on peut encore voir le résultat intégral aujourd'hui.
Il ne s'agit pas d'une esquisse très aboutie, comme celles que le maître réalisait pour les cartons de tapisserie. L'éclairage et les contrastes de tons des personnages principaux sont réalisés avec une grande liberté. Cette caractéristique ne disparaîtrait pas du tableau final, comme l'affirme Glendinning.
Les éléments inachevés de L'Arrestation du Christ se situent autour des figures centrales, bien que dans certains d'entre eux, cela se justifie car cela permettrait une plus grande manipulation de l'obscurité et des contours. Le caractère sombre de la pièce est hautement valorisé, selon les conventions esthétiques du « Sublime Terrible ».